# Eremogone zargariana
Eremogone zargariana là loài thực vật có hoa thuộc họ Cẩm chướng. Loài này được (Parsa) Holub mô tả khoa học đầu tiên năm 1977.